# 朱佶熅
沁水悼怀王朱佶熅（1410年7月29日—1439年2月3日），明朝瀋简王朱模庶六子，吴氏所生。明太祖之孙。明朝第一代沁水王。

## 生平
宣德元年（1426年）九月，朝廷為朱佶煴以及瀋府、魯府、唐府等的郡王鍍金銀印各一。
宣德三年（1428年）三月，明宣宗命丰城侯李贤、通政使司右参议何怀煇为正副使，持节封朱佶煴为沁水王。宣德四年（1429年）六月，宣宗命行在禮部尚書兼華蓋殿大學士張瑛、工科左給事中薛廣為正副使，持節册封百戶鄭敏的女兒為沁水王妃。
宣德九年（1434年）六月，朝廷给朱佶煴及其兄陵川王朱佶煃、平遥王朱佶煟、黎城王朱佶燏、稷山王朱佶焆及其弟沁源王朱佶㷆岁禄各二千石，米钞各半，由山西布政司仓库支用。宣德十年（1435年）十月，朱佶煴的兄长瀋康王朱佶焞为弟弟们奏请委派教授，以讲授经书，英宗命行在吏部拣选才学老成者担任。
正統四年（1439年）正月，朱佶煴去世。明英宗聞訊，輟視朝一日，遣官員致祭，諡悼懷，命有司營葬。
正統十二年（1447年）八月，嫡长子朱幼塐受册袭封。

## 评价
- 《弇山堂别集》卷075：未中早夭，慈仁短折。

## 家庭

### 妻妾
- 王妃郑氏

### 子孙
- 嫡长子沁水安惠王朱幼塐
- 次子镇国将军朱幼𡔉，正統十年（1445年）四月赐名。[10]妻王氏，正統十三年（1448年）十月封夫人，賜誥命冠服。[11]景泰三年（1452年）五月给歲祿一千石，米鈔各半。[12]景泰七年（1456年）二月在世。[13]
- 三子镇国将军朱幼堮，正統十年（1445年）四月赐名。[10]妻申氏，正統十三年（1448年）十月封夫人，賜誥命冠服。[11]景泰三年（1452年）五月给歲祿一千石，米鈔各半。[12]景泰七年（1456年）二月在世。[13]夫人李氏，天順三年（1459年）八月赐誥命冠服。[14]